# 플레뉴 V
플레뉴 V(PLENUE V)는 코원시스템에서 출시한 디지털 오디오 플레이어이다. 플레뉴 V는 고해상도 마스터 음원 재생 기능을 갖추고 있으면서도 한층 정교하고 유니크한 디자인이 돋보이는 제품으로, 차세대 프리미엄 DAC인 시러스 로직의 CS43131을 탑재하여 원음 그대로의 완벽한 HD 사운드를 완성했다. SNR 126dB, THD+N 0.0004%로 최정상급의 초고음질 스펙을 구현한 것이 특징이다. 출시일은 2018년 3월 2일이다.